# New Shepard
Pour les articles homonymes, voir Shepard.
New Shepard est un véhicule spatial formé par la combinaison d'une fusée réutilisable et d'une capsule habitée développées par la société Blue Origin pour effectuer des vols suborbitaux. Le lanceur décolle et atterrit verticalement. Le 23 novembre 2015, le véhicule a effectué un premier vol complet comprenant une ascension jusqu'à une altitude de 100 km.
La capsule, qui doit transporter entre autres des touristes spatiaux, effectue ses atterrissages en douceur et à la verticale, et ce au plus proche du site de lancement.
Le premier vol habité a eu lieu le 20 juillet 2021.

## Développement

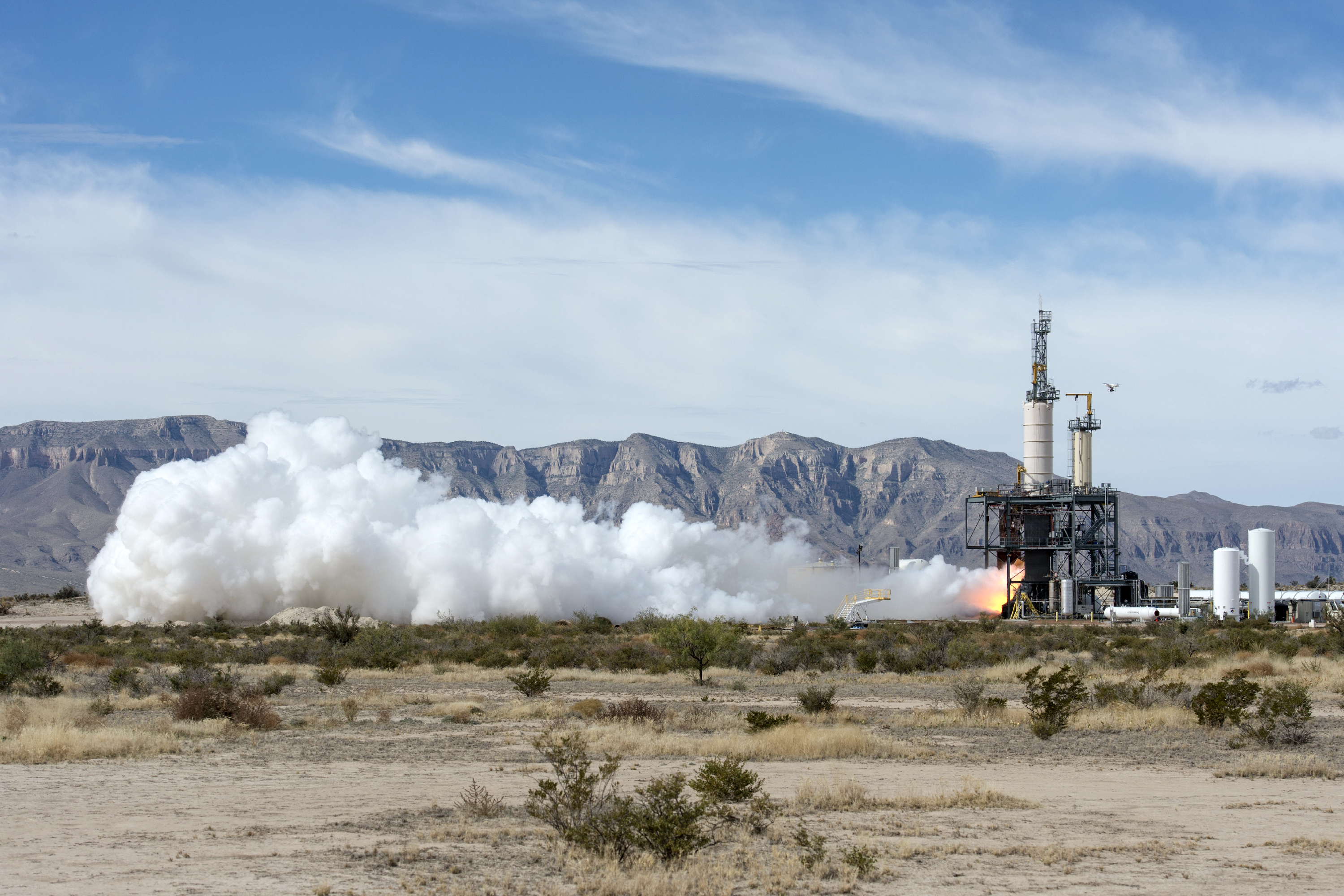
Le moteur BE-3 est testé sur banc d'essais.

Une version à échelle réduite, appelée Goddard, a effectué un premier vol, le 13 novembre 2006. Après un premier vol en avril 2015 au cours duquel la fusée n'avait pu être récupérée, la fusée a effectué un vol parfait le 23 novembre de la même année  à 100,5 km d'altitude. Le 22 janvier 2016, le même lanceur, avec entre autres des parachutes et allumeurs pyrotechniques neufs et des logiciels modifiés atteint 101,7 km avant d'atterrir.
L'appellation New Shepard fait référence au vol du premier astronaute américain, Alan Shepard : les États-Unis ne disposant pas à l'époque d'un lanceur assez puissant, ce premier vol fut uniquement suborbital.

## Caractéristiques techniques
Le New Shepard comprend une fusée mono étage et une capsule destinée à embarquer des passagers pour un vol suborbital.

### Fusée
La fusée mono étage est propulsée par un moteur-fusée BE-3 développé par Blue Origin pour cet usage. Ce moteur-fusée de 49 tonnes de poussée brûle un mélange d'oxygène et d'hydrogène liquide. La poussée peut être réduite à 8,9 tonnes : cette capacité est utilisée lorsque la fusée fortement allégée doit atterrir en douceur et de manière contrôlée sur le sol. Le décollage et l'atterrissage sont verticaux. Le corps de la fusée comprend des ailerons orientables à l'arrière pour stabiliser le vol au décollage et à l'atterrissage. La fusée comprend également au sommet un anneau : l'air qui circule entre l'anneau et le corps de la fusée permet de contrôler de manière passive la descente en modifiant le centre de pression aérodynamique. Quatre ailerons fixés sur cet anneau et déployés au début de la phase de descente contribuent également à cette stabilisation. Enfin, 8 aérofreins également fixés sur l'anneau se déploient pour réduire la vitesse de descente de la vitesse du son à la moitié de celle-ci. Un train d'atterrissage comprenant 4 pieds se déploie avant l'atterrissage. Le contrôle de l'appareil est effectué par des ordinateurs de bord, il n'y a pas de contrôle au sol. La fusée est inspirée du McDonnell Douglas DC-X.

### Capsule

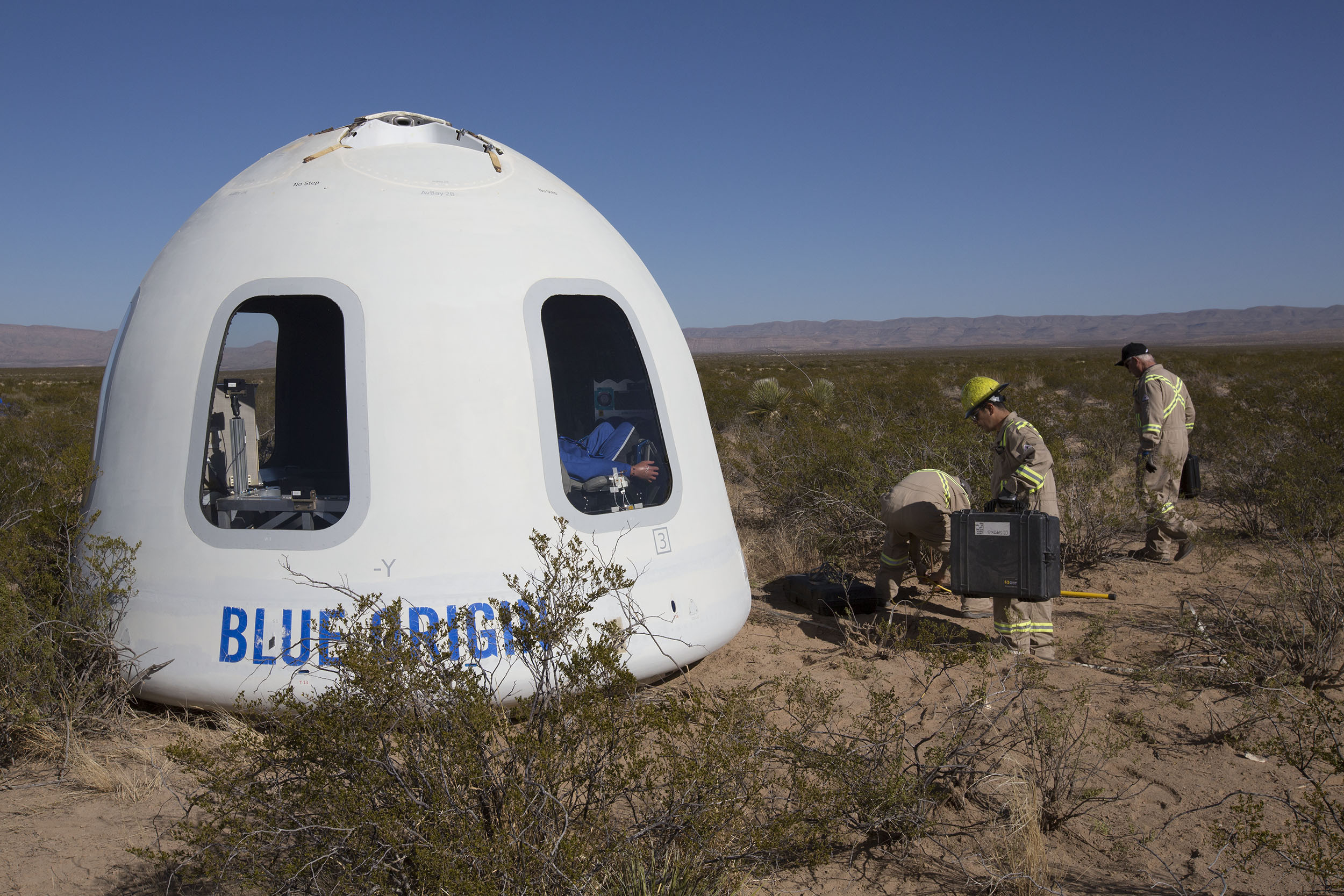
Capsule de la fusée suborbitale New Shepard après un vol de test.

La capsule fixée au sommet de la fusée permet d'embarquer 6 passagers et a un volume habitable de 15 m3. Elle est également pourvue de 6 fenêtres d'environ 73 cm de largeur pour 108 cm de hauteur, faisant d'elles les plus grandes de l'histoire du vol spatial habité. Elle redescend sur le sol suspendue à 3 parachutes qui se déploient au cours de la descente. La capsule dispose d'un système de propulsion lui permettant, en cas de défaillance de la fusée, de se désolidariser de celle-ci et de s'élever suffisamment haut pour permettre le déploiement des parachutes et un atterrissage en douceur. Il s'agit d'un moteur à propergol solide de 32 tonnes de poussée fonctionnant durant 2 secondes.

## Déroulement d'un vol
Le New Shepard décolle depuis un site situé dans l'ouest du Texas, du nom de "Site One West Texas", et effectue une montée propulsée d'une durée d'environ 150 s qui lui permet d'atteindre une altitude de 40 km, les passagers subissant une accélération maximum de 3 g. Arrivé à cette altitude, la vitesse du lanceur est d'environ Mach 3,7 (environ 1 km/s) et la propulsion est coupée, quelques secondes plus tard la capsule se désolidarise du premier étage. Sous l'effet de l'inertie, la capsule continue son ascension jusqu'à une altitude d'environ 100 km. Après avoir atteint son altitude maximale, la capsule amorce une descente non propulsée avec une décélération atteignant un maximum de 5 g. Lorsque l'altitude n'est plus que d'environ 1,5 km, la fusée rallume son moteur-fusée qu'elle fait fonctionner une dizaine de secondes pour un atterrissage vertical en douceur à une vitesse de 9 km/h sur une zone prévue proche du pas de tir. La capsule atterrit à quelques kilomètres de son site de lancement sous trois parachutes principaux redondants. Elle dispose également de rétrofusées diminuant la vitesse résiduelle à un seuil acceptable lors du contact avec le sol sur le modèle du Soyouz russe. La durée totale d'un vol est environ d'une dizaine de minutes.[réf. nécessaire]

## Historique des vols

### Essais des précurseurs du New Shepard
- Premier vol d'essai le 5 mars 2005 (Charon)[6]
- Deuxième vol d'essai le 13 novembre 2006, 6 h 30 (Goddard)[7]
- Troisième vol d'essai le 22 mars 2007 (Goddard)
- Quatrième vol d'essai le 19 avril 2007 (Goddard)[8]
- Cinquième vol d'essai le 6 mai 2011 (Module de Propulsion (PM2))[8]
- Sixième vol d'essai le 24 août 2011 (PM2, échec et perte du véhicule)[9]
- Essai d'évacuation d'urgence de la rampe de lancement le 19 octobre 2012[10]

### Vols d'essai et vols inhabités
- New Shepard : premier vol d'essai de développement le 29 avril 2015 (West Texas)[11]
- Succès historique du lancement et de l'atterrissage sur la rampe de lancement le 23 novembre 2015 (West Texas)[12]. Le vol du 23 novembre 2015 constitue une première historique. En effet, après que New Shepard, la capsule de Blue Origin, a atteint une altitude maximale de 100,5 kilomètres et une vitesse de Mach 3,72, ce qui signifie 3,72 fois la vitesse du son, soit environ 4 593 kilomètres par heure, la fusée n'est pas tombée au hasard vers la Terre mais a été guidée vers une piste d'atterrissage, où elle a relancé son moteur, effectué un bref survol en stationnaire au-dessus du sol et finalement atterri doucement sur la rampe d'atterrissage, en restant debout et intacte. Ce moyen de l'atterrissage en douceur de la fusée peut être utilisé pour pouvoir effectuer plus de vols. Ce qui d'après Blue Origin et d'autres sociétés telles que SpaceX devrait permettre de baisser significativement le coût des vols spatiaux[13].
- Le 22 janvier 2016, Blue Origin réalise une nouvelle première historique en faisant revoler sa fusée pour une seconde fois jusque l'altitude de 101,676 km (West Texas). Comme lors du précédent vol du 23 novembre 2015, le lanceur a atterri. C'est la seconde fusée réutilisable de l'histoire des vols spatiaux à effectuer un vol suborbital après la DC-X dont la New Shepard est inspirée[14],[15] et la première à atteindre la ligne de Kármán[16].
- Le 2 avril 2016, Blue Origin fait voler pour une troisième fois de suite le New Shepard[17].
- Le 19 juin 2016, le New Shepard réussit un quatrième vol d'essai atterrissage inclus. Le tir est retransmis pour la première fois en direct. L'atterrissage de la capsule s'effectue intentionnellement avec seulement deux parachutes au lieu de trois[18].
- Le 5 octobre 2016, le New Shepard réussit un cinquième vol d'essai. L'objet de ce vol était le test du processus d'éjection urgence de la capsule[19].

Le New Shepard 2, auteur de 5 vols avec les mêmes moteurs, laisse place au New Shepard 3, fin 2017.
- Le 13 décembre 2017, le New Shepard 3 réussit son vol inaugural
- Le 29 avril 2018, un second vol de cette même fusée a lieu. Une altitude de 106 km a été atteinte, et la capsule a ensuite effectué une descente avec parachute, avec succès. Le premier étage a également de nouveau été récupéré[21]. À ce stade Blue Origin fait encore un pas de plus vers les premiers vols habités, prévu fin 2018 ou début 2019.
- Le 18 juillet 2018, un troisième vol de la New Shepard 3 est effectué. Ce test avait pour objectif de tester la procédure de secours en cas d'accident en vol. Pour ce faire, les moteurs d'éjection de la capsule ont été testés avec succès[22].
- Le 23 janvier 2019, un quatrième tir de la New Shepard 3 est réalisé. Cette fois-ci Blue Origin transporte des expériences pour le compte de la NASA, ce qui en fait un premier vol commercial. La capsule et la fusée reviennent sur terre avec succès[23].
- Le 2 mai 2019, la New Shepard 3 est tirée pour la cinquième fois. Elle embarque trois expériences scientifiques[24]. Ce tir est réalisé avec succès.
- Le 11 décembre 2019, le sixième vol de la New Shepard se déroule avec succès.
- Le 13 octobre 2020, soit onze mois plus tard, essentiellement en raison de l'arrêt des activités consécutif à la pandémie de COVID-19, New Shepard décolle à nouveau, emportant douze expériences scientifiques, ainsi qu'un système d'atterrissage conçu pour le programme Artemis.
- Le 14 avril 2021, la New Shepard est tirée pour la quinzième fois (mission NS-15), emportant 25 000 cartes postales du Club for the Future, une association fondée par Blue Origin. Le premier étage et la capsule ont été récupérés avec succès[25].
- Le 12 septembre 2022, New Shepard 3 subit un défaillance en vol et est détruit, représentant le premier échec du lanceur New Shepard. La capsule est tout de même récupérée avec succès[26]. La cause de l'échec est une rupture de tuyère du moteur-fusée BE-3 à la suite d'une fatigue causée par une combustion à trop haute température[27].

| Vol | Lancement         | New Shepard                   | Résultat       | Remarques |
| --- | ----------------- | ----------------------------- | -------------- | --- |
| 1   | 29 avril 2015     | New Shepard 1 RSS Jules Verne | Succès partiel | Altitude 93,5 km, capsule récupérée, module de lancement détruit lors de la tentative d'atterrissage |
| 2   | 23 novembre 2015  | New Shepard 2 RSS Jules Verne | Succès         | Altitude 100,5 km, première atterrissage du module de lancement |
| 3   | 22 janvier 2016   | New Shepard 2 RSS Jules Verne | Succès         | Altitude 101,7 km |
| 4   | 2 avril 2016      | New Shepard 2 RSS Jules Verne | Succès         | Altitude 100 km |
| 5   | 19 juin 2016      | New Shepard 2 RSS Jules Verne | Succès         | Altitude 101 km, première live-webdiffusion du vol, simulation d'une panne de parachute |
| 6   | 5 octobre 2016    | New Shepard 2 RSS Jules Verne | Succès         | Altitude 93,7 km, test réussi du système d'éjection de la capsule, |
| 7   | 12 décembre 2017  | New Shepard 3 RSS H. G. Wells | Succès         | Altitude 99,3 km, Mannequin de test et expériences scientifiques à bord, premier vol de la capsule modèle 2.0 |
| 8   | 29 avril 2018     | New Shepard 3 RSS H. G. Wells | Succès         | Altitude 107,0 km, Mannequin de test et expériences scientifiques à bord. |
| 9   | 18 juillet 2018   | New Shepard 3 RSS H. G. Wells | Succès         | Altitude 118,8 km, Mannequin de test et expériences scientifiques à bord, test réussi du système d'abandon de lancement à haute altitude |
| 10  | 23 janvier 2019   | New Shepard 3 RSS H. G. Wells | Succès         | Altitude 106,9 km, expériences scientifiques à bord |
| 11  | 2 mai 2019        | New Shepard 3 RSS H. G. Wells | Succès         | Altitude 105,6 km, expériences scientifiques à bord |
| 12  | 11 décembre 2019  | New Shepard 3 RSS H. G. Wells | Succès         | Altitude 104,5 km, expériences scientifiques, projets artistiques, cartes postales du « Club for the Future » |
| 13  | 13 octobre 2020   | New Shepard 3 RSS H. G. Wells | Succès         | Altitude 107,0 km, expériences scientifiques, capteurs pour les alunissages du Programme Artemis |
| 14  | 14 janvier 2021   | New Shepard 4 RSS First Step  | Succès         | Altitude 106,9 km, Test du système pour les vols habités, mannequin d'essai et 50 000 cartes postales du « Club for the Future » à bord |
| 15  | 14 avril 2021     | New Shepard 4 RSS First Step  | Succès         | Altitude 106 km, Test du système pour les vols habités, mannequin d'essai et 25 000 cartes postales du « Club for the Future » à bord |
| 17  | 26 août 2021      | New Shepard 3 RSS H. G. Wells | Succès         | Altitude 105,6 km, Mission inhabitée composée de 18 charges utiles commerciales à l'intérieur de la capsule, d'une démonstration de la technologie d'atterrissage lunaire de la NASA installée à l'extérieur du booster et d'une installation artistique à l'extérieur de la capsule.                                              |
| 23  | 12 septembre 2022 | New Shepard 3 RSS H. G. Wells | Échec          | 36 charges utiles à bord, dont 2 à l'extérieur du booster. Éjection de la capsule à environ 1 minute 05 après le décollage en raison d'un échec du lanceur. La capsule est récupérée mais le lanceur est détruit |
| 24  | 19 décembre 2023  | New Shepard 4 RSS H. G. Wells | Succès         | Premier vol depuis l'échec du 12 septembre 2022. Les charges utiles présentes dans la capsule NS-23 volent à nouveau lors de cette mission. |
| 27  | 23 octobre 2024   | New Shepard 5 RSS Kàrman Line | Succès         | |
| 29  | 4 février 2025    | New Shepard 5 RSS H. G. Wells | Succès         | Emport de 30 charges utiles scientifiques. Simulation de la gravité lunaire. |
| 35  | 23 août 2025      | New Shepard 5 RSS H. G. Wells | Prévu          | 40 expériences, dont 24 pour le TechRise Student Challenge de la NASA, certaines pour le laboratoire de physique appliquée Johns Hopkins, l'université de l'Oklahoma, l'université de Floride, Carthage College, l'université Central Florida, Teledyne, Space Lab Technologies, et pour le programme Teachers in Space notamment. |

### Vols habités
| Vol | Lancement | New Shepard                   | Équipage                                                                                            | Résultat |
| --- | --- | ----------------------------- | --------------------------------------------------------------------------------------------------- | -------- |
| 16  | 20 juillet 2021 | New Shepard 4 RSS First Step  | Jeff Bezos Mark Bezos Wally Funk Oliver Daemen                                                      | Succès   |
| 16  | Altitude 107 km. Prévu pour marquer le 52e anniversaire de l'alunissage d'Apollo 11, le premier vol habité embarque quatre passagers, dont Jeff Bezos lui-même et son frère cadet Mark. Le troisième siège est remporté le 12 juin 2021 pour la somme de 28 millions de dollars au cours d'une vente aux enchères mais le vainqueur se désiste et est remplacé par Oliver Daemen. Le quatrième passager est l'aviatrice Wally Funk, membre des Mercury 13. Daemen (18 ans) et Funk (82 ans) deviennent respectivement la personne la plus jeune et la personne la plus âgée à aller dans l'espace.                             |                               | |          |
| 18  | 13 octobre 2021 | New Shepard 4 RSS First Step  | Chris Boshuizen Glen de Vries William Shatner Audrey Powers                                         | Succès   |
| 18  | Deuxième vol habité. Il embarque Chris Boshuizen entrepreneur, ingénieur, musicien, pilote d'avion australien ; Glen de Vries entrepreneur, vice-président Life Sciences & Healthcare chez Dassault Systèmes et écrivain ; William Shatner acteur (notamment du Capitaine Kirk dans la série Star Trek), chanteur, écrivain, réalisateur, scénariste et producteur, âgé de 90 ans lors du vol ; et Audrey Powers, vice-présidente des opérations de vol de New Shepard et ingénieur aérospatial. L'apogée du vol atteint 107 km pour un vol de 10 minutes.                                                                     |                               | |          |
| 19  | 11 décembre 2021 | New Shepard 4 RSS First Step  | Michael Strahan Laura Shepard Churchley Dylan Taylor Evan Dick Lane Bess Cameron Bess               | Succès   |
| 19  | Troisième vol habité et premier vol avec 6 passagers à bord. Il embarque Michael Strahan, ancien joueur de football américain et commentateur télé ; Laura Shepard Churchley, fille d'Alan Shepard (1er américain dans l'espace et 5e homme sur la Lune) ; Dylan Taylor, Evan Dick et Lane Bess, entrepreneurs américains et Cameron Bess, fils de Lane Bess et streamer Twitch. |                               | |          |
| 20  | 31 mars 2022 | New Shepard 4 RSS First Step  | Marty Allen Sharon Hagle Marc Hagle Gary Lai Jim Kitchen George Nield                               | Succès   |
| 20  | Quatrième vol habité. Il embarque Gary Lai, architecte en chef du programme New Shepard et remplaçant du comédien Pete Davison, qui s'est désisté quelques jours avant le lancement; George Nield, ancien administrateur associé à la FAA; Marty Allen, Marc Hagle, Sharon Hagle et Jim Kitchen, entrepreneurs américains. |                               | |          |
| 21  | 4 juin 2022 | New Shepard 4 RSS First Step  | Evan Dick Katya Echazarreta Hamish Harding Victor Correa Hespanha Jaison Robinson Victor Vescovo    | Succès   |
| 21  | Cinquième vol habité. Il embarque Katya Echazarreta, ancienne ingénieure de la NASA et première femme mexico-américaine dans l'espace ; Evan Dick, investisseur et premier passager à voler pour la deuxième fois (passager sur le vol NS-19) ; Victor Correa Hespanha, ingénieur et deuxième brésilien dans l'espace ; Victor Vescovo, explorateur et premier homme à compléter le Extreme Explorers Trifecta en allant dans l'espace après avoir atteint le plus haut sommet sur Terre et le point le plus profond de la mer, Challenger Deep ; Hamish Harding, pilote ; et Jaison Robinson, homme d'affaires et aventurier. |                               | |          |
| 22  | 4 août 2022 | New Shepard 4 RSS First Step  | Coby Cotton Mário Ferreira Vanessa O'Brien Clint Kelly III Sara Sabry Steve Young                   | Succès   |
| 22  | Sixième vol habité. Il embarque Mário Ferreira, homme d'affaires et premier Portugais dans l'espace ; Sara Sabry, ingénieure et première Égyptienne dans l'espace ; Vanessa O'Brien, exploratrice et première femme à compléter le Extreme Explorers Trifecta en allant dans l'espace après avoir atteint le sommet du Mont Everest et le point le plus profond de la mer, Challenger Deep ; Coby Cotton, cofondateur de la chaine YouTube Dude Perfect ; Clint Kelly III, responsable d'un programme de voitures électriques à la DARPA durant les années 80 ; et Steve Young, homme d'affaires américain.                    |                               | |          |
| 25  | 19 mai 2024 | New Shepard 4 RSS First Step  | Mason Angel Sylvain Chiron Ed Dwight Kenneth Hess Carol Schaller Gopi Thotakura                     | Succès   |
| 25  | Ce 7e vol habité embarque notamment Ed Dwight, premier afro-américain à avoir effectué la formation d'astronaute dans les années 1960. |                               | |          |
| 26  | 29 août 2024 | New Shepard 4 RSS First Step  | Ephraim Rabin Nicolina Elrick Eugene Grin Rob Ferl Karsen Kitchen Eiman Jahangir                    | Succès   |
| 26  | Ce 8e vol habité embarque le chercheur Rob Ferl de la NASA qui mène une expérience et des touristes. |                               | |          |
| 28  | 22 novembre 2024 | New Shepard 4 RSS First Step  | Emily Calandrelli Sharon Hagle Marc Hagle Austin Litteral James (J.D.) Russell Henry (Hank) Wolfond | Succès   |
| 28  | Ce 9e vol habité embarque Sharon Hagle et Marc Hagle pour un second vol. |                               | |          |
| 30  | 25 février 2025 | New Shepard 4 RSS First Step  | Lane Bess Jesús Calleja Elaine Chia Hyde Richard Scott Tushar Shah R. Wilson                        | Succès   |
| 30  | Ce 10e vol habité embarque Lane Bess pour un second vol. |                               | |          |
| 31  | 14 avril 2025 | New Shepard 5 RSS Kármán Line | Aisha Bowe Amanda N. Nguyen Gayle King Katy Perry Kerianne Flynn Lauren Sánchez                     | Succès   |
| 31  | Ce 11e vol habité embarque six femmes. Premier vol habité de la capsule Kármán Line. |                               | |          |
| 32  | 31 mai 2025 | New Shepard 4 RSS First Step  | Paul Jeris Jesse Williams Aymette Medina Jorge Gretchen Green Jaime Alemán Mark Rocket              | Succès   |
| 32  | Ce 12e vol embarque le premier néo-zélandais et le premier panaméen dans l'espace. |                               | |          |
| 33  | 29 juin 2025 | New Shepard 5 RSS Kármán Line | Allie Kuehner Carl Kuehner Leland Larson Freddie Rescigno Jr. Owolabi Salis James (Jim) Sitkin      | Succès   |
| 33  | 13e vol habité de New Shepard. |                               | |          |
| 34  | 3 août 2025 | New Shepard 4 RSS First Step  | Arvi Bahal Gökhan Erdem Deborah Martorell Lionel Pitchford James (J.D.) Russell Justin Sun          | Succès   |
| 34  | 14e vol habité de New Shepard, emportant James Russell pour un second vol. |                               | |          |

## Statistiques de vols
- Échec
- Succès partiel
- Succès
- Prévu